# Cracking
Cracking (z anglického crack – lámat, praskat...) je metoda odstraňování ochranných prvků proprietárního softwaru (např. registračního čísla trialware/demoverze, hardwarového klíče apod.) s pomocí technik disassemblování a souboru postupů, při kterých cracker zkoumá a většinou upravuje programový kód ve strojovém tvaru bez znalosti zdrojového kódu počítačového programu. Ze spustitelného souboru je třeba vytvořit zdrojový kód. Z tohoto důvodu se crackingu někdy také říká reverzní inženýrství.Tato činnost je ve většině států nezákonná a trestná. Vlivem médií na přelomu 20. století se obsah pojmů hacking a cracking přestal rozlišovat. Obecně se začal používat pojem hacker, resp. hacking ve smyslu úmyslného poškozování počítačů, počítačových sítí s vizí zisku. Programátoři se snaží maximálně zamezit crackování softwaru, který vyvíjejí. Používají nejrůznější techniky (obfuscator, šifrování, apod.), aby co nejvíce znemožnili přístup ke zdrojovému programu resp. strojového kódu.

## Historie
Pokusy o „přečtení“ zdrojovému kódu začínají s počátky vývoje a distribuce komerčního softwaru. U sálových počítačů v 60. létech 20. století (používali je pouze univerzity a bezpečnostní složky v USA) hledali programátoři cesty, jak je „vylepšit“ a zrychlit v závislosti na vývoji hardwaru. Řešilo se zrychlení procesů a zpracování více úloh. Programy se začaly nazývat „hacks“. Tento pojem se objevil také na Massachusettském technologickém institutu (viz článek Hacker). Z pohledu 21. století to byli „white hat“, posunující vývoj a neškodící. Záhy se objevili mladí lidé, většinou studenti technických univerzit, kteří nepracovali na počítačích ve vědeckých laboratořích univerzit nebo v armádě. Zajímali se o nové technologie a chtěli se učit. Neměli přístup do systémů, tak si ho vytvořili. Učili se, zkoušeli, většinou neškodili. Vyměňovali si zkušenosti v hromadných telekonferencích na telefonních linkách (BBS). Získali přístup do armádních systémů, sítí telefonních společností, komerčních organizací. V rámci získávání znalostí věděli o zabezpečení systému více, než lidé, kteří ho vytvořili. Hackovali (použit počeštělý výraz) pro vlastní potěšení a zábavu, ze zvědavosti. Začali se však objevovat lidé, kteří pronikali do počítačů resp. počítačových sítí, aby je poškodili nebo pro zisk.

### Historie v datech
- 1983 – Byli zatčeni jedni z prvních hackerů. FBI zatkla dva šestnáctileté chlapce z Milwaukee. Byli obviněni z desítek (více než 60) nezákonných proniknutí do počítačových sítí.[4]
- 1984 – Eric Corley začal jako první vydávat tištěný magazín „2600: The Hacker Quarterly“ a v roce 1985 vyšel on-line magazín „Phrack“. Tyto časopisy přinášely tipy pro budoucí resp. začínající telefonní piráty a hackery resp. crackery.
- 1987 – Během let rostl výkon osobních počítačů a snižovala se nákupní cena, počítače se staly přístupné stále širší veřejnosti. Zvětšovala se počítačová sít a tím se také zvyšoval počet přístupů k počítačům. Na základě softwarové chyby, se podařilo proniknout hackerům do části americké telekomunikační sítě AT&T. Herbert Zinn s přezdívkou „Shadow Hawk“, patřící mezi přední představitele, byl zatčen a obviněn.
- 1988 – Student vysoké školy, Robert Morris z Cornellovi univerzity vytvořil a rozšířil ve vládní síti ARPAnet vir, který se sám množil v systémech UNIX. Poškodil kolem 6000 počítačů, byl zatčen a odsouzen k tříletému podmíněnému trestu, veřejně prospěšným pracím a peněžité pokutě.[4][5] Tak v podstatě odstartoval známé DDos útoky.[6] Americké federální úřady vytvořily v tomto roce organizaci CERT, která řešila počítačovou bezpečnost ve státní správě i v soukromém sektoru.[3]
- 1989 – V Německu se odehrál první případ kybernetického mezinárodního útoku. Pět západoněmeckých počítačových uživatelů bylo zatčeno a obviněno ze špionáže, pronikli do amerických vládních a firemních počítačů a prodávali ukradené zdrojové texty operačních systémů agentům sovětské KGB. Tři byli usvědčeni a odsouzeni podmíněně.
- 1991 – Agentura působící v legislativní oblasti, která se běžně označuje jako vyšetřovací složka Kongresu USA, General Accounting Office oznámila, že skupina holandských mladíků, pronikla do počítačové sítě ministerstva obrany během války v Perském zálivu a získala přístup k tajným a „citlivým“ informacím o válečných operacích.
- 1993 – Kevin Poulsen se dvěma kamarády zmanipuloval reklamní soutěž ve třech rádiích v Los Angeles. Pomocí telefonní linky (pronikli do systémů telefonní společnosti) vyhráli 2 Porsche, 20 tisíc dolarů a dva zájezdy na Havajské ostrovy. Poulsen byl odsouzen k pěti letům vězení za spáchání krádeže pomocí komunikační sítě.
- 1994 – Jako webový prohlížeč se začal používat Netscape Navigator. Informace na počítačích v počítačové síti se stali „přístupnějšími“. V Anglii se dvěma mladíkům s přezdívkami „Data Stream“ a „Kuji“ podařilo proniknout do několika stovek lokálních počítačových sítí (např. NASA a Korejského jaderného výzkumného institutu).
- 1995 – V Anglii byl zatčen Rus Vladimír Levin pro proniknutí do počítačové sítě Citibank. Odhad byl, že převedl 3,7 – 10 miliónů dolarů účty po celém světě. Levin, po vydání do USA, byl odsouzen ke třem letům vězení a pokutě 240 tisíc dolarů. Legenda své doby, Kevin Mitnick byl obviněn z nelegálního kopírovaní počítačového softwaru, proniknutí do různých sítí a odcizení 20 tisíc platných čísel kreditních karet. Strávil 4 roky ve vězení.
- 1998 – Jedna z předních firem v oblasti ochranného softwaru, Symantec AntiVirus Research Center zjistila, že na internetu existuje asi 30 tisíc funkčních počítačových virů. V době zvýšeného napětí v Perském zálivu byla provedena série útoků do sítě Pentagonu a ukraden software, vytvořený ke kontrole vojenského satelitního systému. Pentagon popřel, že software je tajný nebo že by dovoloval hackerům kontrolu nad satelity. Později však přiznal, že došlo k odcizení méně tajných informací. Jako vůdce byl zatčen devatenáctiletý izraelský mladík, který působil jako "Analytik" (Jehuda Tenebaum).
- 1999 – Po uvedení operačního systému „MS Windows 98“ firmou Microsoft, se objevily, v reakci na množství chyb v softwaru, stovky "programových záplat" (patches). Tento rok se stal rokem bezpečnosti v oblasti počítačového softwaru, ale také rokem crackingu. V listopadu norská skupina hackerů, nazývaná MoRE (Master of Reverse Engineering), crackla klíč k dekódování ochrany kopírování DVD. Skupina rozesílala zdarma program po internetu.
- 2000 – Firma Symantec AntiVirus Research Center odhadla, že se každou hodinu objeví a šíří v rámci počítačových sítí nový počítačový virus. Za 3 dny bylo cracknuto mnoho známých webových stránek, (např. prohlížeč Yahoo!, Buy.com, internetový obchod Amazon.com, CNN.com a další). V květnu virus „I love You“ způsobil škodu přibližně 10 miliard dolarů, mazal data na počítačích a velmi rychle se šířil po celém světě.

Pákistánští aktivisté napadli webové stránky indické a izraelské vlády. Tento útok měl být protestem proti konfliktu v Kašmíru a v Palestině. Crackeři (hackeři) pronikli do firemní sítě Microsoftu a ukradli zdrojové kódy aktuálních verzí MS Windows a MS Office.
- 2001 – V květnu čínští crackeři napadli americké vládní sítě, např. Bílý dům a CIA. Objevil se nový typ hackování, jehož cílem jsou Domain Name Servery (DNS), které spravují internetové domény a identifikační čísla serverů na Internetu. Při těchto útocích byla zrušena spojení uložená v DNS a vedoucí k webovým stránkám firmy Microsoft. Důsledky útoku byly odhaleny během několika hodin, ale miliony uživatelů ztratili přístup na servery Microsoftu na dva dny.[4][5]
- 2008 – Dimitri Guzner vyřadil díky DDos útokům web Scientologické církve.[6]

Jistě by bylo možné nalézt další příklady crackingu z konce 20. století. Po rozšíření osobních počítačů po celém světě a s rozvojem nových technologií, především grafického rozhraní WWW (World Wide Web) došlo během několika let k celosvětovému propojení počítačů a především využívání internetu komerční sférou. Toto období je popisováno jako období kriminalizace hackingu.
Původní síťová architektura Internetu byla „klient–server“, což znamená, že data poskytoval uživatelskému počítači (klient) konkrétní server, byla nahrazována připojením „peer-to-peer“, kdy jsou jednotlivé počítače rovnocenné a komunikují mezi sebou. Toto připojení používal např. program Napster, určený pro sdílení hudby v digitálním formátu. Uživatelům bylo umožněno zdarma kopírovat hudbu ve formátu MP3, proto byli autoři a provozovatelé Napsteru obviněni z porušování autorských práv a na soudní příkaz byla tato služba zrušena.

### 21. století
„Přístupná“ globální síť ovlivnila změny v oblasti hackingu i podoby hackerských aktivit. Mezi první nástroje patřily programy typu „backdoor“ (umožňující tajný přístup k obsahu počítače – „Back Orifice“). Začali se používat nástroje k vyhledávání systémové aktivity, „denial of service tools“ (nástroje vyřazující z provozu některé části systému), nebo jeden z nejznámějších a nejrozšířenějších nástrojů „trojský kůň“, který spolu s instalovaným softwarem proniká do systému, kde následně sbírá, ukládá a distribuuje informace.
Velmi rozšířené jsou phishingové útoky (např. podvržené e-maily), které cílí na nízkou obezřetnost běžného uživatele. Nově se začínají využívat prvky umělé inteligence. Prezident Českého institutu manažerů informační bezpečnosti (ČIMIB) Aleš Špidla říká: „Hacking je už regulérním byznysem, stačí říct, jaký typ útoku si chcete objednat.“

## Používané programy a techniky
Velká většina crackerů dokáže „cracknout“ většinu programů bez velké námahy, používají návody na obcházení ochrany programů, aplikují určitý postup, ale princip znají minimálně. Často nevědí proč se daný postup používá a jejich znalosti programování v assembleru (programovacím jazyku nejnižší úrovně resp. JSA) jsou minimální.

### Postup crackera
- Analýza programu – cracker získává základní informace, např. typ programu (demoverze/shareware), způsoby registrace programu nebo omezené demoverze. Zadáváním různých registračních čísel získá různé reakce programu. Každý detail resp. změna zprávy, může pomoci v dalších krocích prolomení ochrany. (např. nadpis registračního dialogu, nebo text programu, který vypíše po zadání nesprávného registračního čísla.
- „Ladění“ programu – program debugger (používá programátor při tvorbě programu viz článek ladění programu), je velmi užitečný i pro crackera. Používají se dva typy debuggerů: kernel mode a user mode debuggery. Kernel mode debuggery umožňují ladit veškerou činnost počítače: jádro systému, ovládače i jednotlivé aplikace (nejpoužívanější např. SoftICE nebo TRW2000). User mode debuggery neumožňují ladit kód na nejvyšší úrovni, ale na „cracknutí“ běžných aplikací jsou dostačující (např. W32Dasm nebo shareware OllyDbg).
- Po vyhledání místa např. kontroly sériového čísla, cracker většinou upraví funkci, která ověřuje správnost čísla a ochrana proti kopírování je vyřazena. Jestliže je funkce ověřování správnosti čísla jednoduchá, cracker ji může přepsat. Takto vzniká tzv. keygen (Key Generator), tedy generátor „správných“ registračných čísel. Poté couživatel spustí tento generátor registračních čísel, napíše svoje jméno, tak keygen vygeneruje to správné registrační číslo.[10]

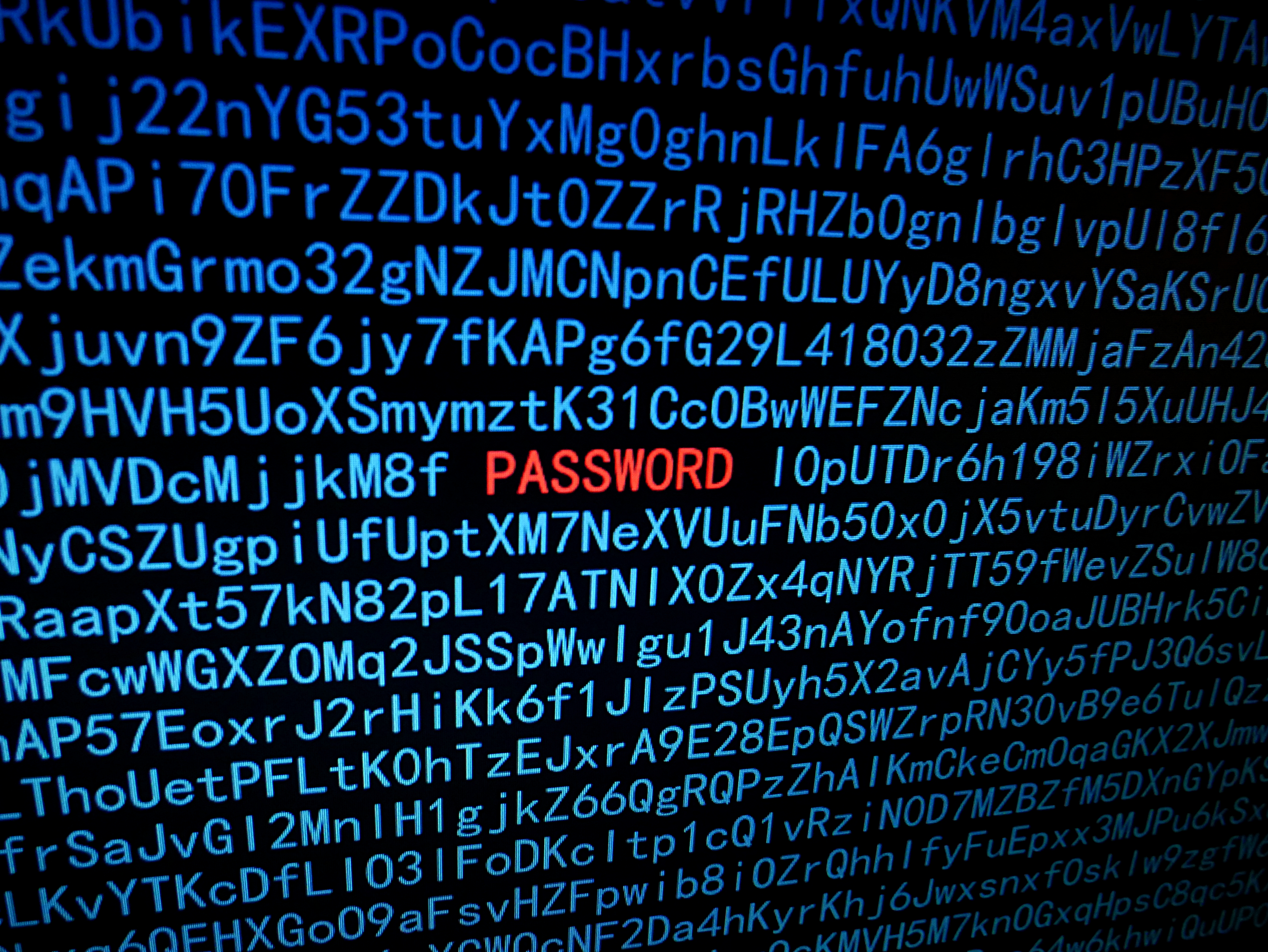
Náhled kódu programu

### Ochrana programů před crackery
- Registrační číslo – nejčastější typ ochrany, většinou je nejméně spolehlivý.
- Časové omezení – je často kombinováno s ochranou registračním číslem, také nespolehlivý a snadno překonatelný typ ochrany.
- Klíčový soubor – v tomto souboru lze nalézt části vlastního programu nebo klíč pro dekomprimování programu při spuštění. Překonání této ochrany, často kombinované s časovým omezením (zruší se při nahrání klíčového souboru) je obtížné.
- Hardwarový klíč – je-li kvalitně naprogramován, je téměř nepřekonatelná. Cracker musí umět provést dokonalou simulaci hardwarového klíče, nebo jej vyrobit, což je většinou dražší než koupit legální verzi programu.
- Ochrana naprogramovaná ve Visual Basicu nebo Delphi.

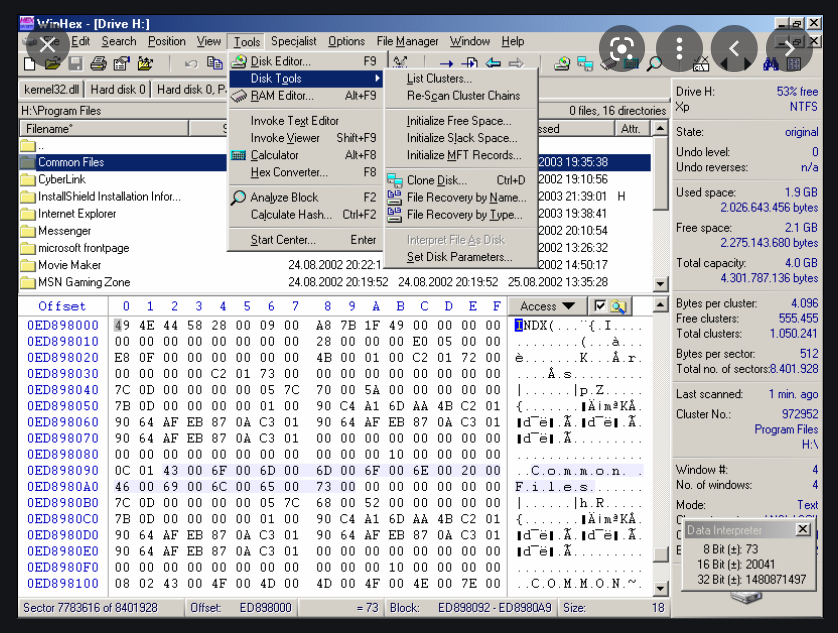
WinHex – hexadecimální editor

- Komprese dat a kódování programů[11][12]

### Programy
- Disassembler převádí kód programu zpět do programovacího jazyka (většinou Assembler), častý je nepřesný překlad, především u freewarových produktů (příklady: Win32Dasm, IDA Pro).
- HEX editor pro prohlížení zdrojového kódu a jeho editaci, např. HIEW a HEX Workshop.
- Debugger pro crackera plní funkci krokování kódu instrukce po instrukci a při vykování každé instrukce, lze sledovat sledovat změny hodnot v registrech, zásobníku i paměti, výhodou je nastavování breakpointů, např. Soft-Ice[12]
- Mezi další programy lze zařadit: RegistryMonitor – ukazuje přístupy programů do registrů MS Windows, zobrazení přístupů lze filtrovat, FileMonitor – monitoruje a zaznamenává pokusy o otevření aplikací nebo prohlížet a modifikovat dialogy programu, ikony, kurzory, bitmapy atd. umožňuje Resource Hacker.

## Ochrana proti crackingu
Cracking a anti cracking jsou dvě techniky, které nelze od sebe oddělit. Schopnosti i nástroje crackerů se zdokonalují, stejně jako se zdokonalují i schopnosti programátorů, kteří chtějí svůj software chránit. Programátor je v tomto boji o krok napřed, protože on určuje jakou ochranu bude jeho program mít. Ochrana, která je nepřekonatelná, neexistuje. Ochrana, která crackerovi znepříjemní práci tak, že se vzdá svého cíle, je ta správná.
Mezi základní bezpečnostní opatření lze zahrnout čtyři body:
- firewall – zaměřuje se na komunikaci mezi zařízením a internetem,
- antivirus – slouží k identifikaci, odstraňování a eliminaci počítačových virů a malwaru,
- heslo – základem by mělo být tzv. „silné“ heslo
- aktualizace – provádí se opravy chyb, opravuje se zabezpečení[13]

### Bezpečnost organizací a států
V rámci ochrany organizací a států vznikaly bezpečnostní organizace: CERT (značka patří Univerzitě Carnegieho–Mellonových), stejnou funkci zastává organizace CSIRT resp. v České republice CSIRT.CZ a CIRC, v České republice je nejznámější centrum CIRC Armády ČR. Tyto organizace se zabývají a reagují na incidenty v oblasti počítačové bezpečnosti.
Izraelská společnost CyberGym (od roku 2019 CyberG Europe)v Řitce provozuje výcvikovou kybernetickou arénu, působí také v izraelské Chadeře. Její služby využívá také portugalská banka Millennium, ale i španělská a litevská vláda. Boji proti hackerům se zde učí zaměstnanci bank, energetických firem, telekomunikačních a dalších společností.